# Пинкни, Эд
Эдвард Льюис «Эд» Пинкни (англ. Edward Lewis "Ed" Pinckney; родился 27 марта 1963, Бронкс, Нью-Йорк, США) — американский бывший профессиональный баскетболист и тренер.

## Ранние годы
Эд Пинкни родился в Бронксе, континентальном боро Нью-Йорка, учился в Бронксской школе имени Адлая Стивенсона, в которой играл за местную баскетбольную команду. В 1981 году он принимал участие в игре McDonald’s All-American, в которой принимают участие лучшие выпускники школ США и Канады.

## Студенческая карьера
В 1985 году Пинкни окончил Университет Вилланова, где в течение четырёх лет играл за команду «Вилланова Уайлдкэтс», в которой провёл успешную карьеру, набрав в итоге 1865 очков, 1107 подборов, 226 передач, 196 перехватов и 253 блок-шота. При Пинкни «Уайлдкэтс» два раза выигрывали регулярный чемпионат конференции Big East (1982—1983), а также четыре раза выходили в плей-офф студенческого чемпионата США (1982—1985), причём три раза доходили до 1/4 финала турнира NCAA (Elite Eight) (1982—1983, 1985). В 1985 году «Дикие коты» стали чемпионами Национальной ассоциации студенческого спорта (NCAA), обыграв в финале команду «Джорджтаун Хойяс» (66—64), Пинкни же был признан самым выдающимся игроком этого баскетбольного турнира, набрав в финальном матче 16 очков и 6 подборов.

## Карьера игрока
Играл на позиции тяжёлого форварда и лёгкого форварда. В 1985 году был выбран на драфте НБА под 10-м номером командой «Финикс Санз». Позже выступал за команды «Сакраменто Кингз», «Бостон Селтикс», «Милуоки Бакс», «Торонто Рэпторс», «Филадельфия-76» и «Майами Хит». Всего в НБА провёл 12 сезонов. В 1985 году стал лауреатом приза имени Роберта Гизи. Всего за карьеру в НБА сыграл 793 игры, в которых набрал 5378 очков (в среднем 6,8 за игру), сделал 3952 подбора, 727 передач, 612 перехватов и 435 блок-шотов.
Свои лучшие годы в качестве игрока НБА Пинкни провёл в «Санз», в рядах которых он выступал на протяжении двух сезонов (1985—1987). Самым лучшим в его карьере был сезон 1986/1987 годов, в котором он сыграл в 80 играх, набирая в среднем за матч 10,5 очка и делая 7,3 подбора, 1,5 передачи, 1,1 перехвата и 0,7 блок-шота. В 1995 году был выставлен своим клубом на драфт расширения НБА, на котором 24 июня был выбран под 19-м номером новообразованной командой «Торонто Рэпторс».

## Карьера в сборной США
В 1983 году Эд Пинкни стал в составе сборной США чемпионом Панамериканских игр в Каракасе, обыграв в финале сборную Бразилии (87—79).

## Тренерская карьера
После завершения профессиональной карьеры игрока Пинкни работал на должности ассистента главного тренера родной студенческой команды «Вилланова Вайлдкэтс» (2003—2007), которой руководил Джей Райт. 21 сентября 2007 года подписал контракт с клубом «Миннесота Тимбервулвз», в котором на протяжении двух лет работал помощником главного тренера (2007—2009). 13 сентября 2010 года Пинкни устроился на должность ассистента главного тренера в команду «Чикаго Буллз», на которой провёл пять сезонов. 4 июля 2015 года Эд был назначен на должность ассистента главного тренера в команду «Денвер Наггетс», на которой работает и в настоящее время.
Кроме тренерской деятельности Эд Пинкни в течение шести лет работал на радио и телевидении баскетбольным аналитиком команды «Майами Хит» (1997—2003) и на протяжении одного года — в «Филадельфия Севенти Сиксерс» (2009—2010).

## Статистика

### Статистика в НБА
| Сезон                                                                                    | Команда     | Регулярный сезон | Регулярный сезон | Регулярный сезон | Регулярный сезон | Регулярный сезон | Регулярный сезон | Регулярный сезон | Регулярный сезон | Регулярный сезон | Регулярный сезон | Регулярный сезон | Серия плей-офф | Серия плей-офф | Серия плей-офф | Серия плей-офф | Серия плей-офф | Серия плей-офф | Серия плей-офф | Серия плей-офф | Серия плей-офф | Серия плей-офф | Серия плей-офф |
| Сезон                                                                                    | Команда     | GP               | GS               | MPG              | FG%              | 3P%              | FT%              | RPG              | APG              | SPG              | BPG              | PPG              | GP             | GS             | MPG            | FG%            | 3P%            | FT%            | RPG            | APG            | SPG            | BPG            | PPG            |
| ---------------------------------------------------------------------------------------- | ----------- | ---------------- | ---------------- | ---------------- | ---------------- | ---------------- | ---------------- | ---------------- | ---------------- | ---------------- | ---------------- | ---------------- | -------------- | -------------- | -------------- | -------------- | -------------- | -------------- | -------------- | -------------- | -------------- | -------------- | -------------- |
| 1985/86                                                                                  | Финикс      | 80               | 24               | 20,0             | 55,8             | 0,0              | 67,3             | 3,9              | 1,1              | 0,9              | 0,5              | 8,5              | Не участвовал  | Не участвовал  | Не участвовал  | Не участвовал  | Не участвовал  | Не участвовал  | Не участвовал  | Не участвовал  | Не участвовал  | Не участвовал  | Не участвовал  |
| 1986/87                                                                                  | Финикс      | 80               | 65               | 28,1             | 58,4             | 0,0              | 73,9             | 7,3              | 1,5              | 1,1              | 0,7              | 10,5             | Не участвовал  | Не участвовал  | Не участвовал  | Не участвовал  | Не участвовал  | Не участвовал  | Не участвовал  | Не участвовал  | Не участвовал  | Не участвовал  | Не участвовал  |
| 1987/88                                                                                  | Сакраменто  | 79               | 7                | 14,9             | 52,2             | 0,0              | 74,7             | 2,9              | 0,8              | 0,5              | 0,4              | 6,2              | Не участвовал  | Не участвовал  | Не участвовал  | Не участвовал  | Не участвовал  | Не участвовал  | Не участвовал  | Не участвовал  | Не участвовал  | Не участвовал  | Не участвовал  |
| 1988/89                                                                                  | Сакраменто  | 51               | 24               | 26,2             | 50,2             | 0,0              | 80,1             | 5,9              | 1,5              | 1,1              | 0,8              | 12,3             | Не участвовал  | Не участвовал  | Не участвовал  | Не участвовал  | Не участвовал  | Не участвовал  | Не участвовал  | Не участвовал  | Не участвовал  | Не участвовал  | Не участвовал  |
| 1988/89                                                                                  | Бостон      | 29               | 9                | 23,4             | 54,0             | -                | 79,8             | 5,1              | 1,5              | 1,0              | 0,8              | 10,1             | 3              | 0              | 15,0           | 25,0           | -              | 100,0          | 1,7            | 0,3            | 0,3            | 0,3            | 2,7            |
| 1989/90                                                                                  | Бостон      | 77               | 49               | 14,1             | 54,2             | 0,0              | 77,3             | 2,9              | 0,9              | 0,4              | 0,5              | 4,7              | 4              | 0              | 6,3            | 85,7           | -              | 77,8           | 1,5            | 0,0            | 0,0            | 0,0            | 4,8            |
| 1990/91                                                                                  | Бостон      | 70               | 16               | 16,6             | 53,9             | 0,0              | 89,7             | 4,9              | 0,6              | 0,9              | 0,6              | 5,2              | 11             | 0              | 15,5           | 76,2           | -              | 81,0           | 3,6            | 0,2            | 0,5            | 0,2            | 4,5            |
| 1991/92                                                                                  | Бостон      | 81               | 36               | 23,7             | 53,7             | 0,0              | 81,2             | 7,0              | 0,8              | 0,9              | 0,7              | 7,6              | 10             | 8              | 31,4           | 60,3           | 0,0            | 83,9           | 8,4            | 0,7            | 1,2            | 0,9            | 9,6            |
| 1992/93                                                                                  | Бостон      | 7                | 5                | 21,6             | 41,7             | -                | 92,3             | 6,1              | 0,1              | 0,6              | 1,0              | 4,6              | Не участвовал  | Не участвовал  | Не участвовал  | Не участвовал  | Не участвовал  | Не участвовал  | Не участвовал  | Не участвовал  | Не участвовал  | Не участвовал  | Не участвовал  |
| 1993/94                                                                                  | Бостон      | 76               | 35               | 20,1             | 52,2             | -                | 73,6             | 6,3              | 0,8              | 0,8              | 0,6              | 5,2              | Не участвовал  | Не участвовал  | Не участвовал  | Не участвовал  | Не участвовал  | Не участвовал  | Не участвовал  | Не участвовал  | Не участвовал  | Не участвовал  | Не участвовал  |
| 1994/95                                                                                  | Милуоки     | 62               | 17               | 13,5             | 49,5             | -                | 71,0             | 3,4              | 0,3              | 0,5              | 0,3              | 2,3              | Не участвовал  | Не участвовал  | Не участвовал  | Не участвовал  | Не участвовал  | Не участвовал  | Не участвовал  | Не участвовал  | Не участвовал  | Не участвовал  | Не участвовал  |
| 1995/96                                                                                  | Торонто     | 47               | 24               | 21,9             | 50,2             | 0,0              | 75,8             | 6,0              | 1,1              | 0,7              | 0,4              | 7,0              | Не участвовал  | Не участвовал  | Не участвовал  | Не участвовал  | Не участвовал  | Не участвовал  | Не участвовал  | Не участвовал  | Не участвовал  | Не участвовал  | Не участвовал  |
| 1995/96                                                                                  | Филадельфия | 27               | 23               | 25,1             | 52,9             | -                | 76,4             | 6,5              | 0,8              | 1,2              | 0,4              | 5,6              | Не участвовал  | Не участвовал  | Не участвовал  | Не участвовал  | Не участвовал  | Не участвовал  | Не участвовал  | Не участвовал  | Не участвовал  | Не участвовал  | Не участвовал  |
| 1996/97                                                                                  | Майами      | 27               | 0                | 10,1             | 53,5             | -                | 80,0             | 2,4              | 0,2              | 0,3              | 0,3              | 2,4              | 2              | 0              | 3,0            | 66,7           | -              | -              | 0,0            | 0,5            | 0,0            | 0,0            | 2,0            |
|                                                                                          | Всего       | 793              | 334              | 19,8             | 53,5             | 0,0              | 76,5             | 5,0              | 0,9              | 0,8              | 0,5              | 6,8              | 30             | 8              | 18,7           | 61,4           | 0,0            | 82,5           | 4,5            | 0,4            | 0,6            | 0,4            | 5,9            |
| Наведите курсор мыши на аббревиатуры в заголовке таблицы, чтобы прочесть их расшифровку. |             |                  |                  |                  |                  |                  |                  |                  |                  |                  |                  |                  |                |                |                |                |                |                |                |                |                |                |                |